# Thordisa ladislavii
Thordisa ladislavii is een slakkensoort uit de familie van de Discodorididae. De wetenschappelijke naam van de soort is voor het eerst geldig gepubliceerd in 1886 door Ihering.